# Lorentz (Einheit)
Das Lorentz, benannt nach dem niederländischen Physiker Hendrik Antoon Lorentz, war eine Einheit der Spektralauflösung, die in der atomaren Spektroskopie benutzt wurde. Sie wurde über das bohrsche Magneton {\displaystyle \mu _{\text{B}}}, die Planck-Konstante {\displaystyle h} und die Lichtgeschwindigkeit {\displaystyle c} definiert:
{\displaystyle 1\,{\text{Lorentz}}={\frac {\mu _{\text{B}}}{h\cdot c}}=46{,}7\,\mathrm {\frac {1}{T\cdot m}} }